# 로먼 하트

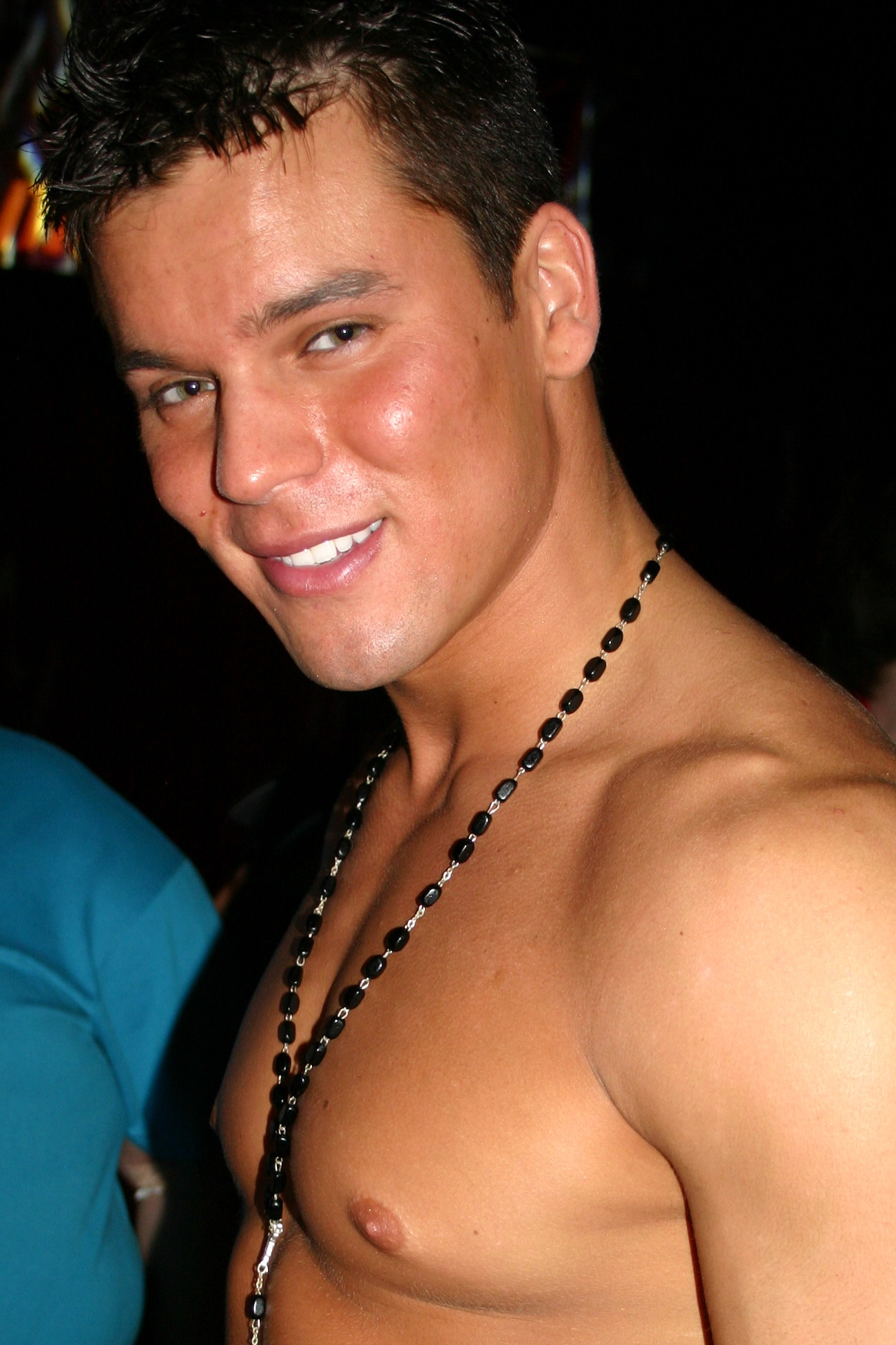
로먼 하트

로먼 하트(Roman Heart, 1986년 4월 11일 ~ 2019년 9월 12일)는 미국의 게이 포르노 배우이다. 하트는 2004년 Flesh로 처음 데뷔하였으며, 현재는 팰콘 엔터테인먼트 소속으로 활동하고 있다. 바텀으로 활동하고 있다.

## 수상
- 2005년 - Freshmen 잡지 올해의 신인상
- 2006년 - 게이VN상 - 우수신인상
- 2006년 - 그래비상 - 우수신인상